# Fatty's Busy Day
Fatty's Busy Day è un cortometraggio muto del 1913 diretto da Pat Hartigan.
Il personaggio di Fatty, protagonista di alcuni corti prodotti dalla Kalem, è interpretato da John E. Brennan.

## Produzione
Il film, prodotto dalla Kalem Company, fu girato in California, a Santa Monica.

## Distribuzione
Distribuito dalla General Film Company, il film uscì nelle sale cinematografiche statunitensi il 2 maggio 1913. 
Nelle proiezioni, veniva programmato con il sistema dello split reel, accorpato in un'unica bobina con un altro cortometraggio prodotto dalla Kalem, il documentario Old Women of the Streets of New York.